# Zhang Yiming
Ne doit pas être confondu avec Liu Yiming.
Zhang Yiming, né le 1er avril 1983 à Longyan dans la province de Fujian en Chine, est un entrepreneur dans le domaine d'Internet et multi-milliardaire chinois. En 2012, il fonde ByteDance, puis l'agrégateur de nouvelles Toutiao ainsi que la plateforme de partage de vidéos TikTok.

## Biographie
Zhang Yiming est un ingénieur en informatique, spécialisé en micro-électronique, diplômé de l’Université de Nankai de Tianjin.
En 2009, il rachète Kuxun et se lance dans le développement d’applications .
En 2012, il cofonde ByteDance actuellement valorisée à 300 milliards d'euros après une chute de 25% en 2022. La même année, est lancée l'application Toutiao, un agrégateur de contenu d’actualités en utilisant des techniques d'intelligence artificielle.
En 2017, Bytedance lance TikTok, une version internationale du réseau de partage de vidéos de l’application Douyin apparue dès 2016 en Chine.
En avril 2018, il met en ligne une fonction au sein de l'application d'actualités Toutiao avec la possibilité  d'échanger des blagues et des vidéos humoristiques entre utilisateurs. Le lendemain, les autorités ont ordonné à Bytedance de fermer cette application sans délais. Dans un communiqué, Zhang Yiming présente ses excuses publiques en déclarant "Notre produit a pris le mauvais chemin et un contenu est apparu sans commune mesure avec les valeurs fondamentales du socialisme" en se conformant aux autorités. Il affirme également que 6000 à 10 000 employés seraient embauchés pour contrôler les contenus considérés comme "sensibles" par le Parti Communiste chinois,.
En septembre 2020, il est accusé par l'administration Trump d'entretenir des relations avec les autorités du Parti Communiste chinois  mettant en danger la sécurité des Américains en transmettant des données des utilisateurs. Les avocats de Tik Tok démentent cette accusation en affirmant que les données sur les Américains sont « partagées » ou divisées en morceaux non identifiables et stockées sur de nombreux serveurs différents. Lors d'une audition au Sénat américain en septembre 2022, Vanessa Pappas annonçait un accord dit "cfius" à venir avec le gouvernement américain.
En 2021, il cède son poste de PDG de ByteDance à son cofondateur et ancien camarade d'université Liang Rubo.
En octobre 2022, la richesse personnelle de Zhang était estimée à 55 milliards de dollars américains selon Bloomberg Billionaires Index, ce qui fait de lui la deuxième personne la plus riche de Chine après Zhong Shanshan.